# Biserica de lemn din Viișoara, Vâlcea

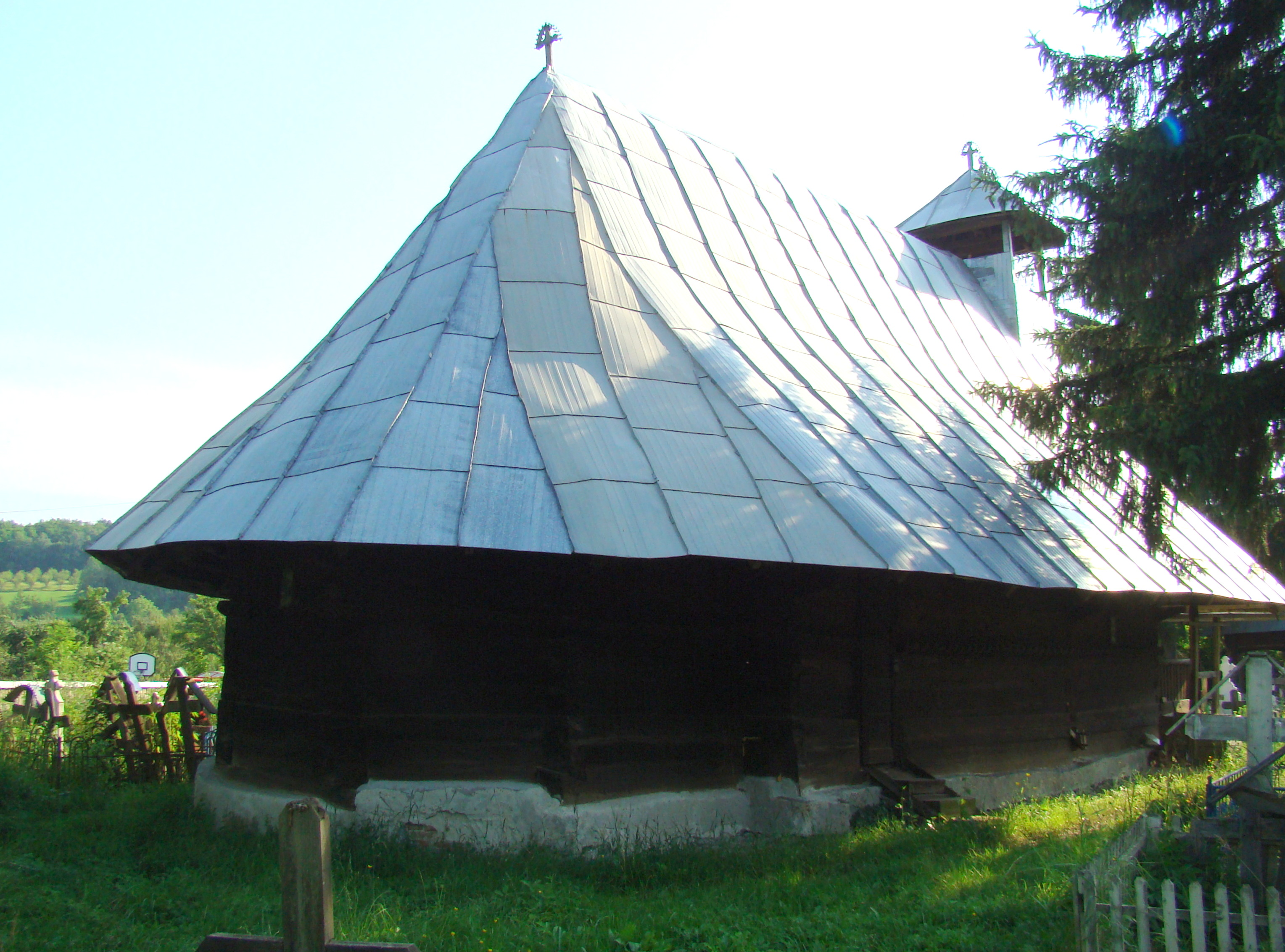
Biserica de lemn „Sfinții Voievozi” din Viișoara, foto: iunie 2010.

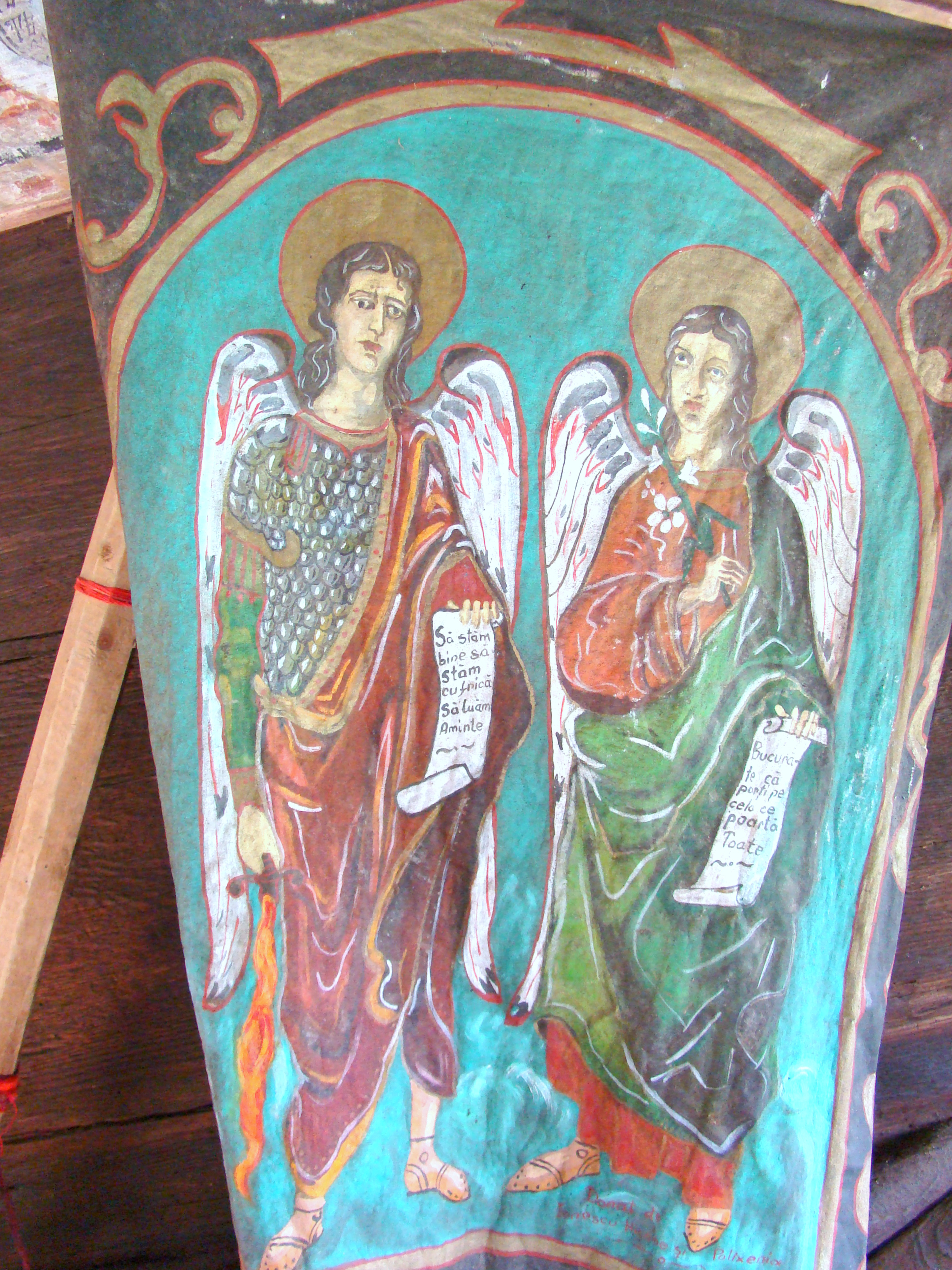
„Sfinții Voievozi”

Biserica de lemn din Viișoara, comuna Frâncești, județul Vâlcea, a fost construită în 1806. Are hramul „Sfinții Voievozi”. Biserica se află pe noua listă a monumentelor istorice sub codul LMI: cod LMI VL-II-m-B-09969.

## Imagini

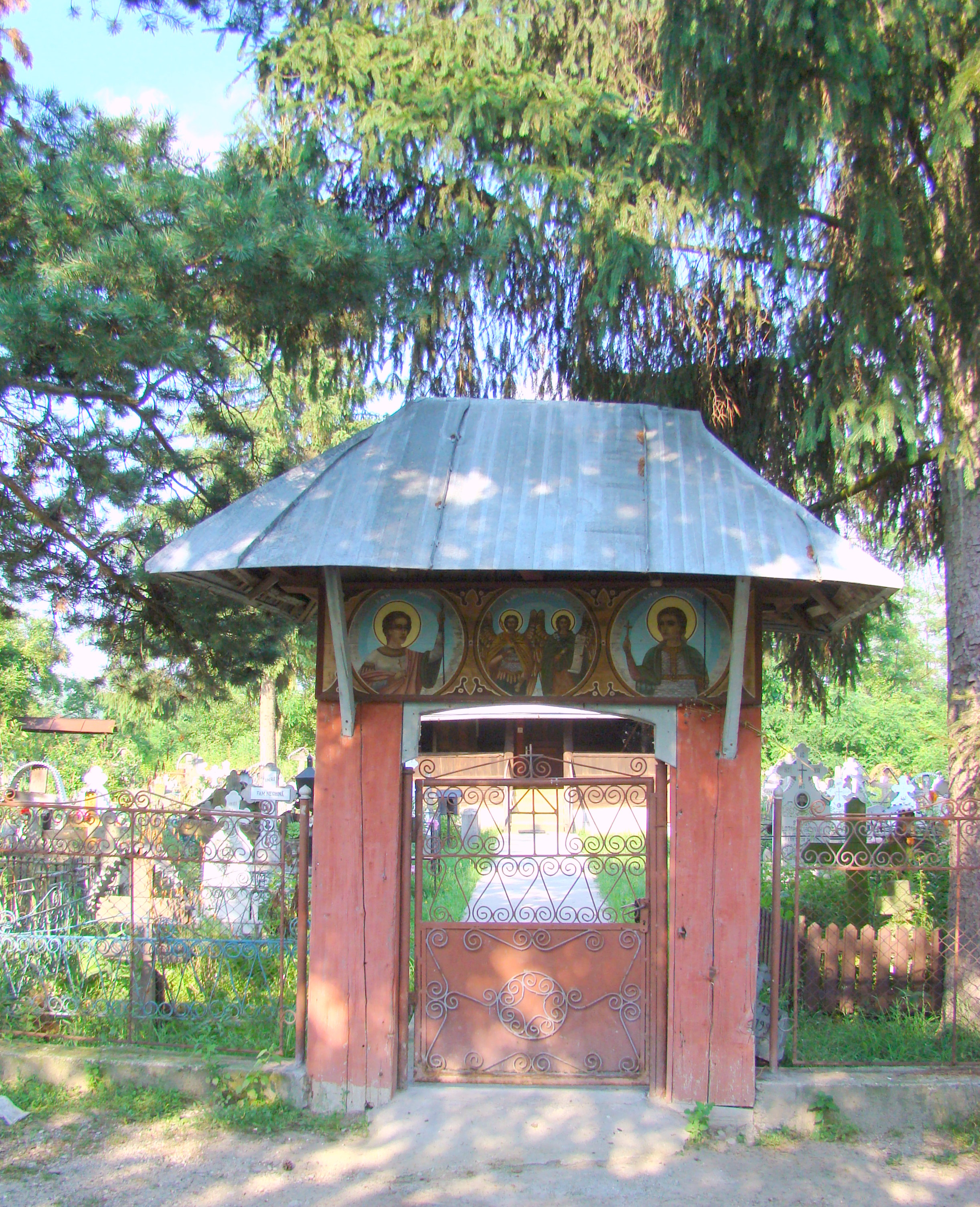
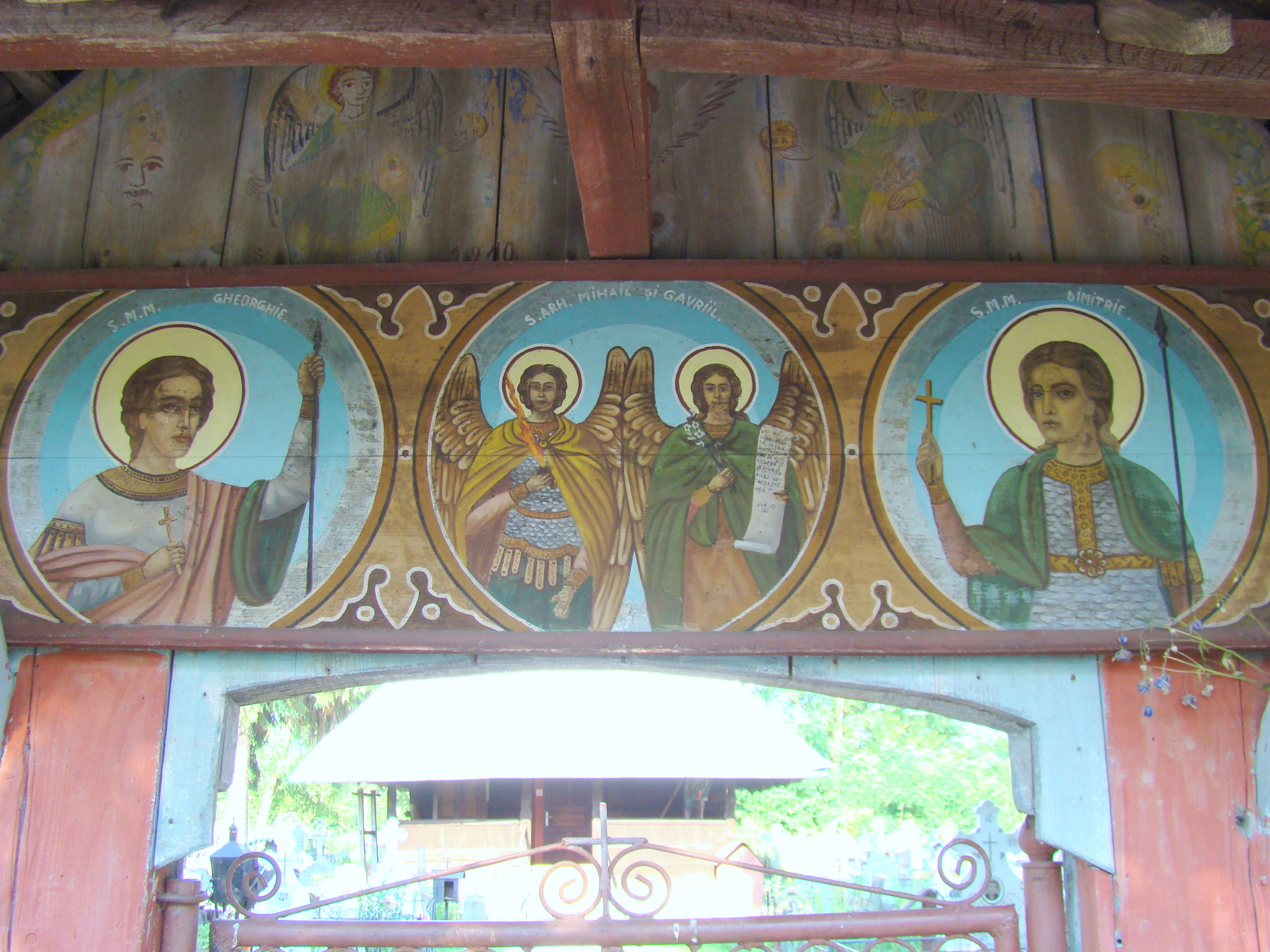
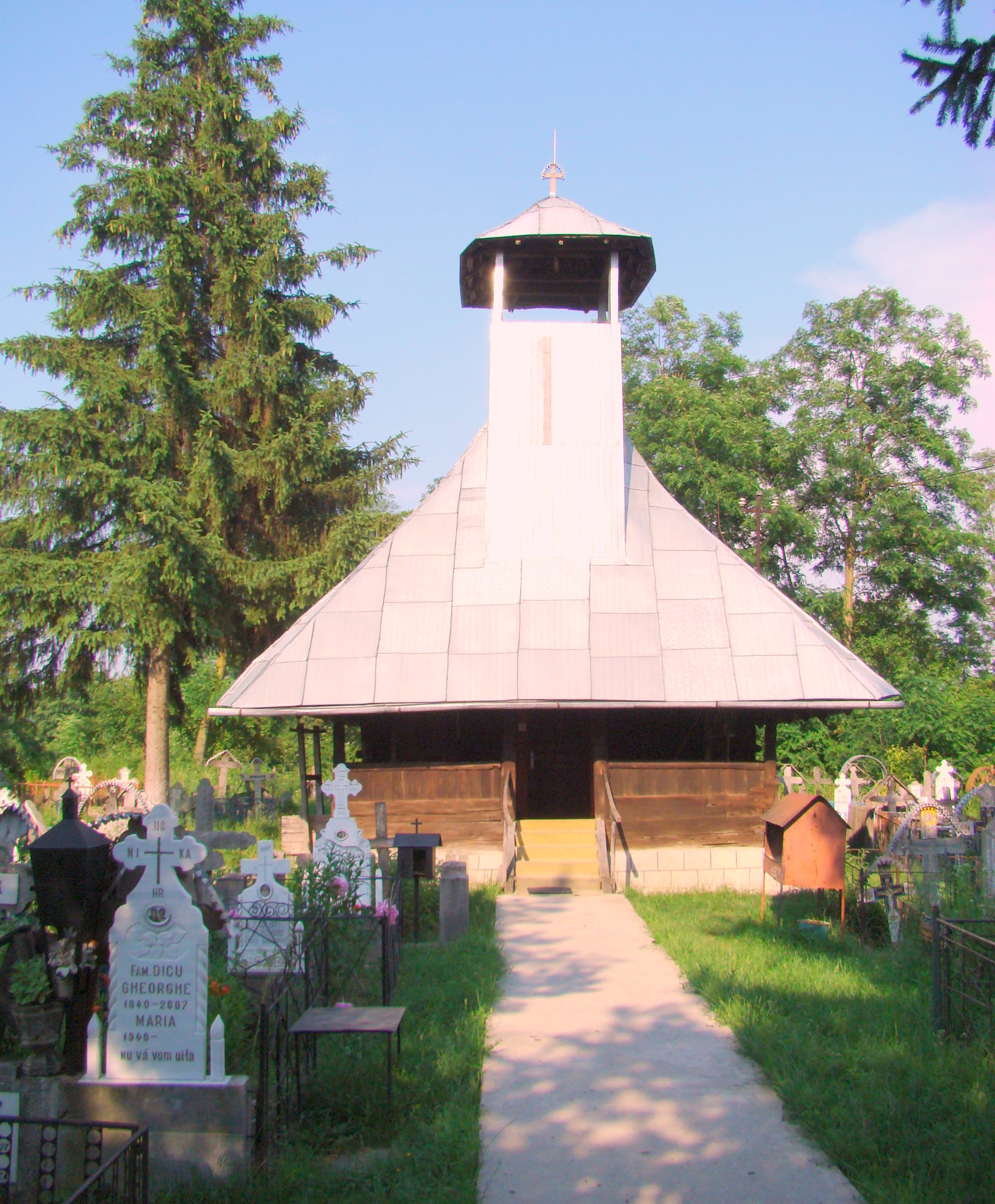
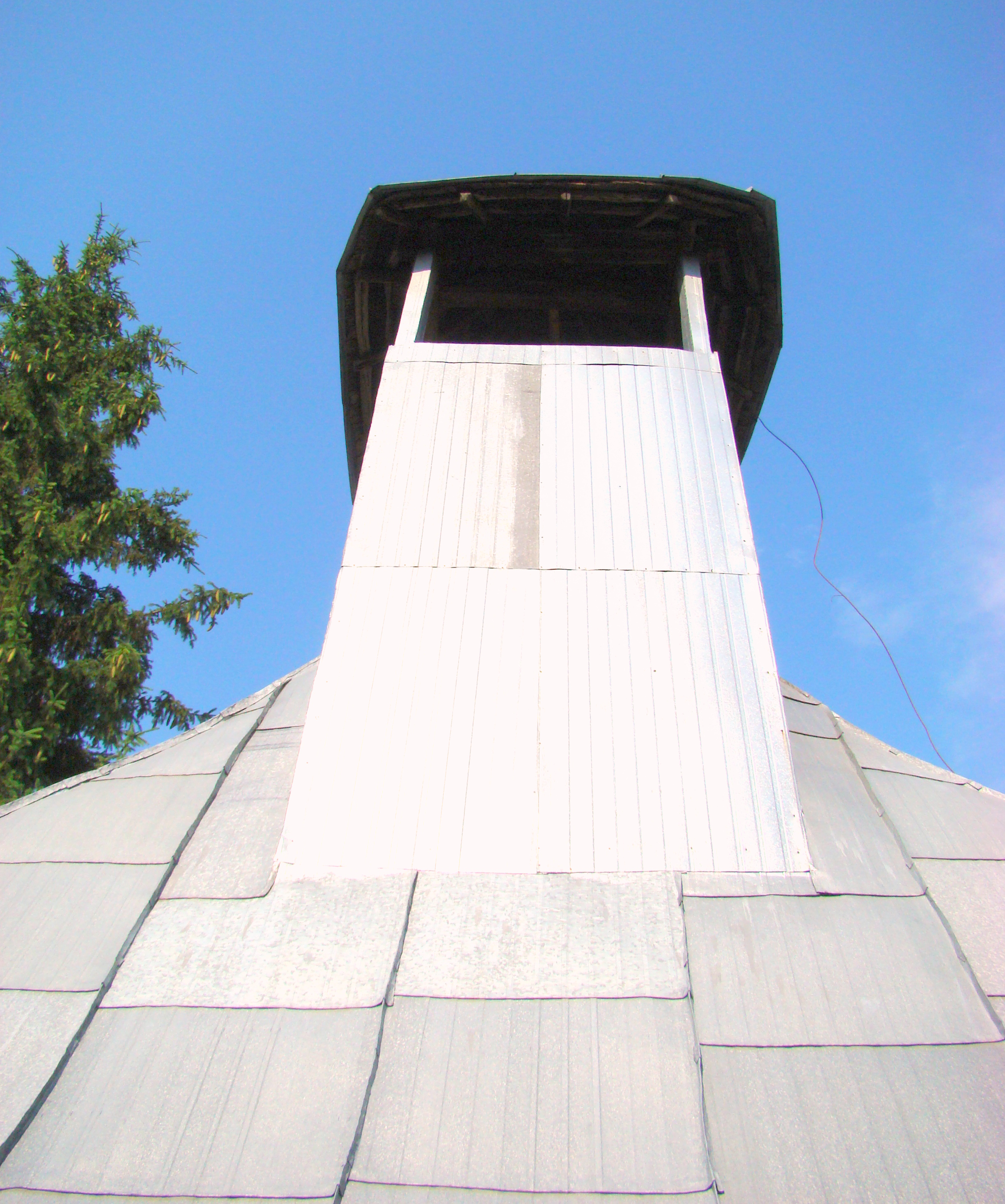
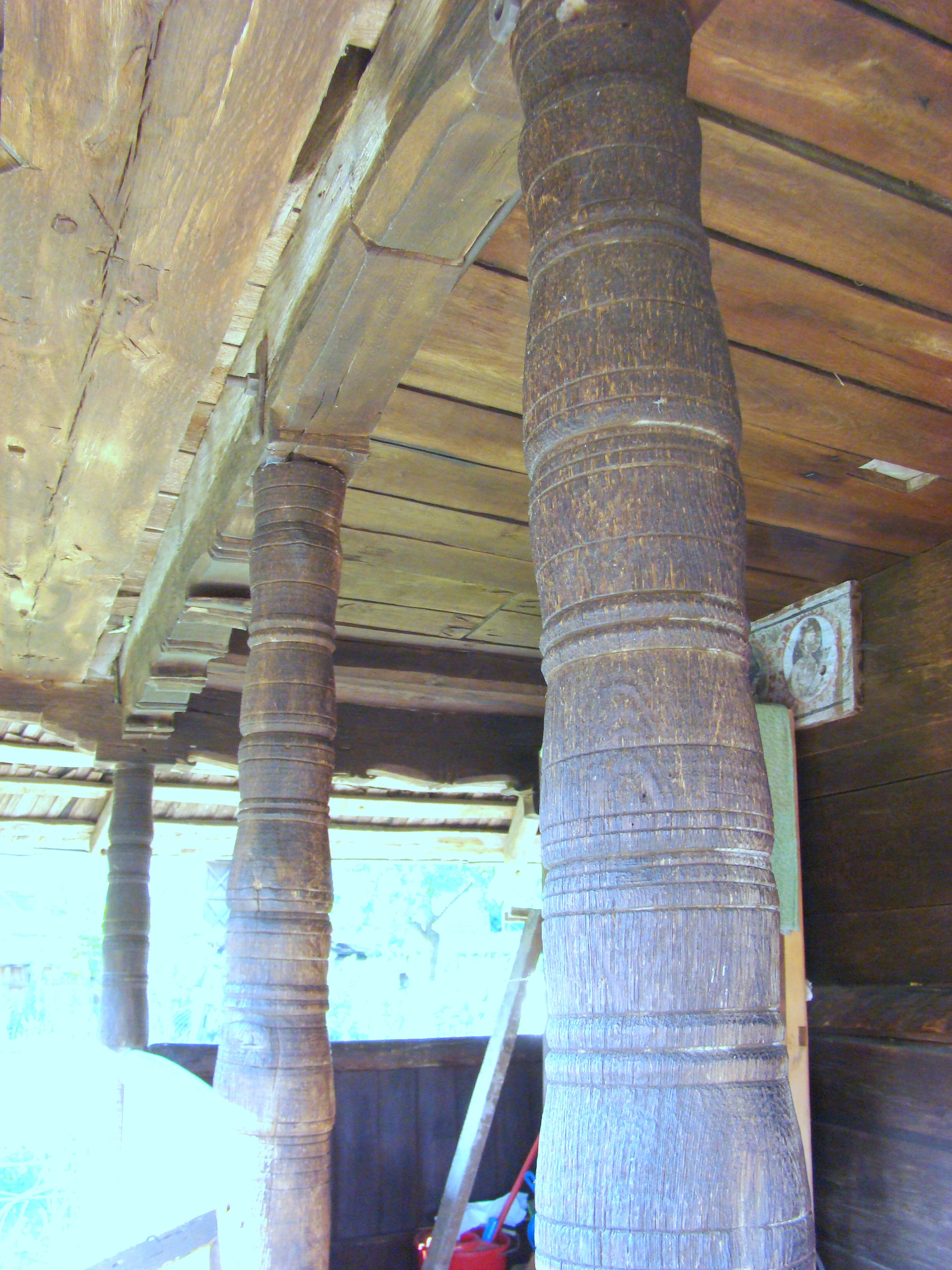
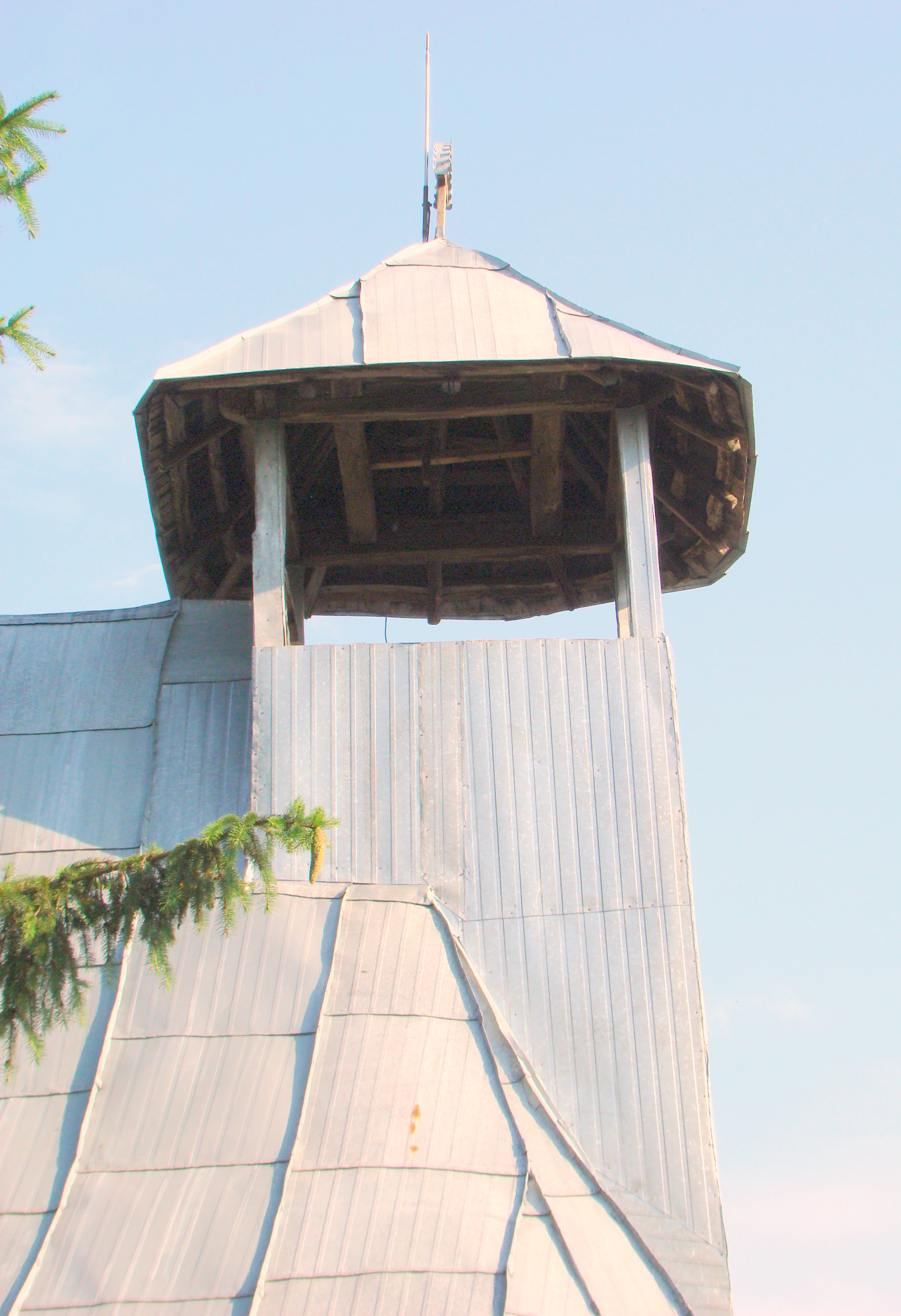
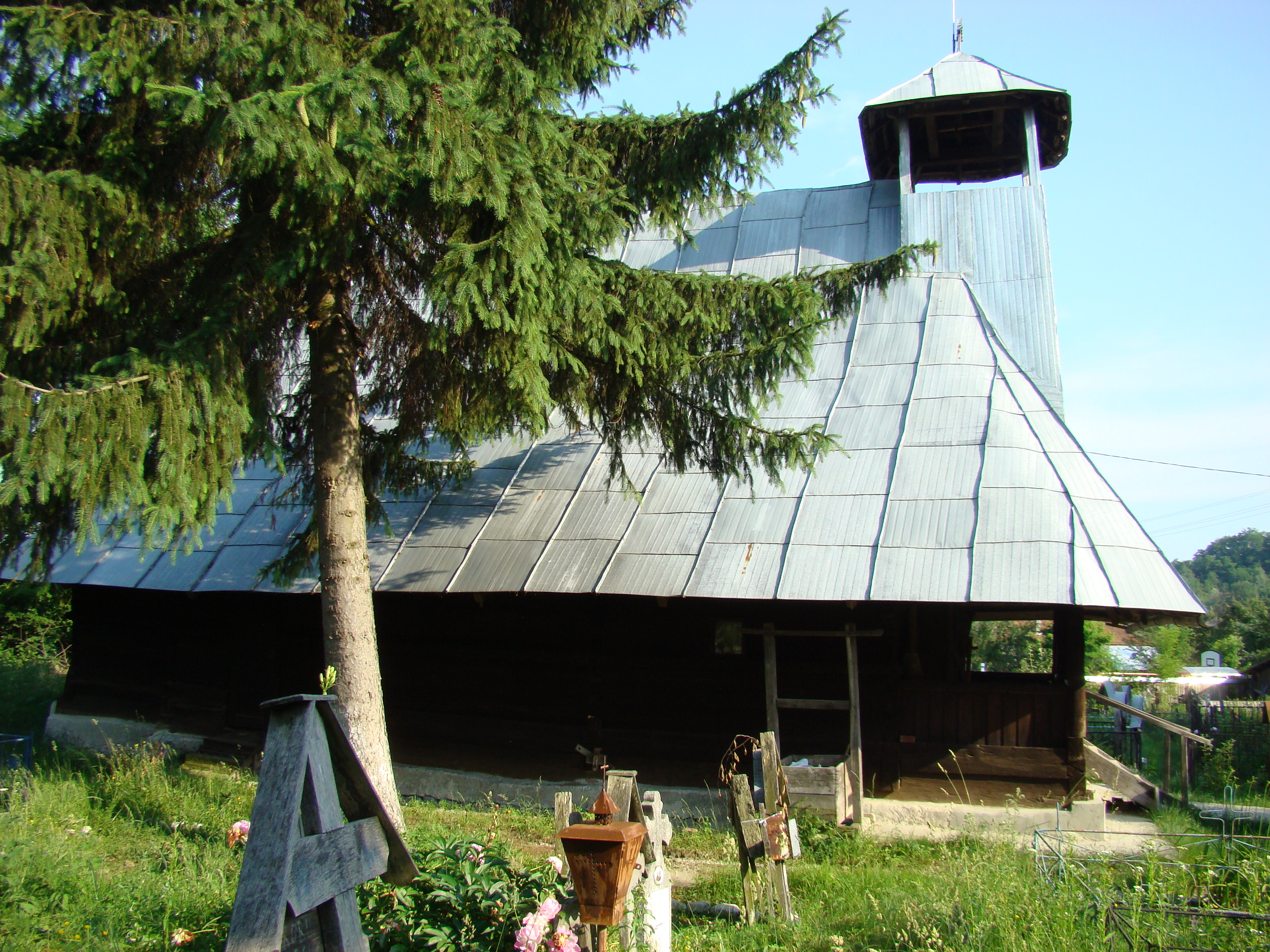
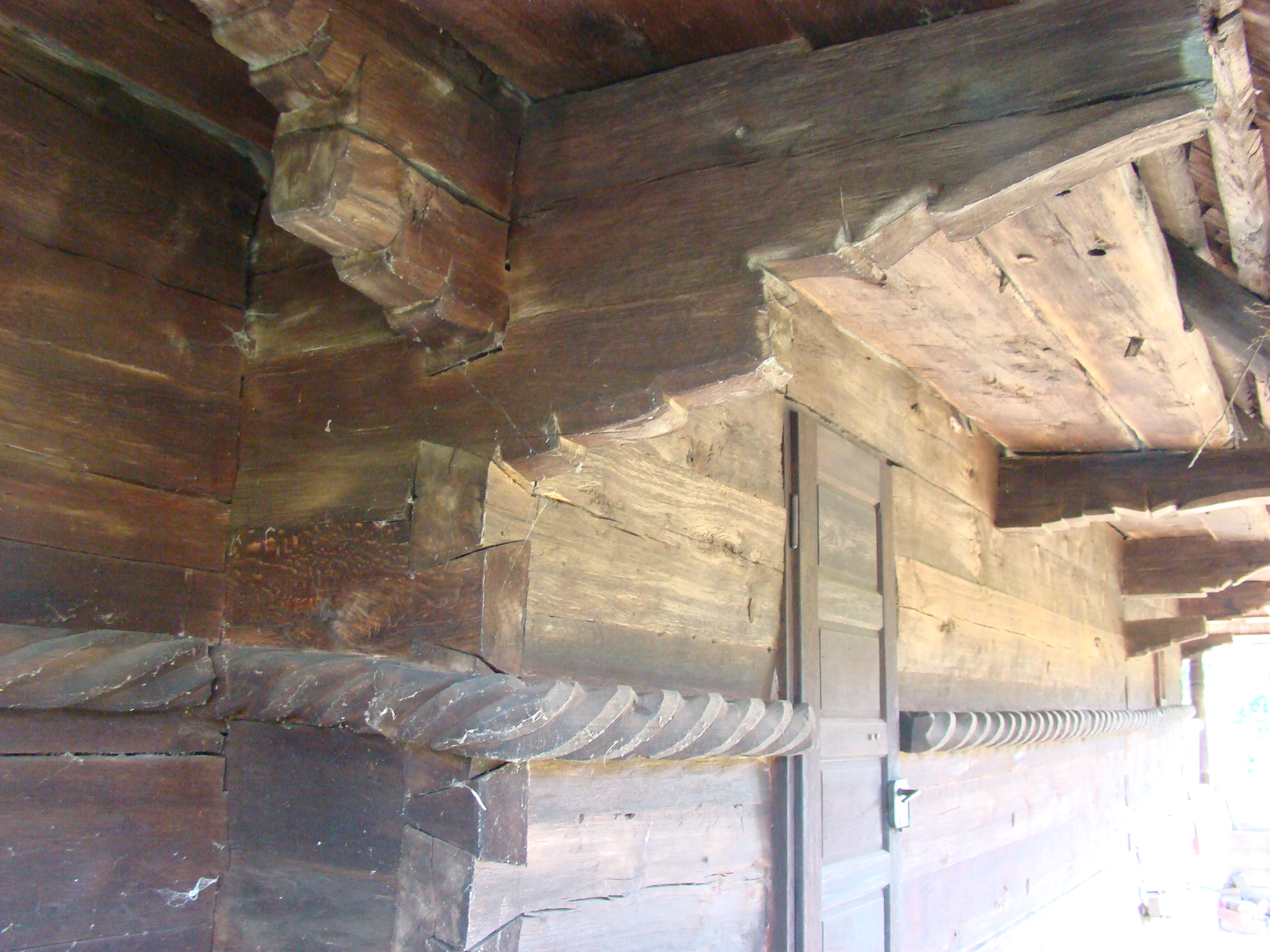
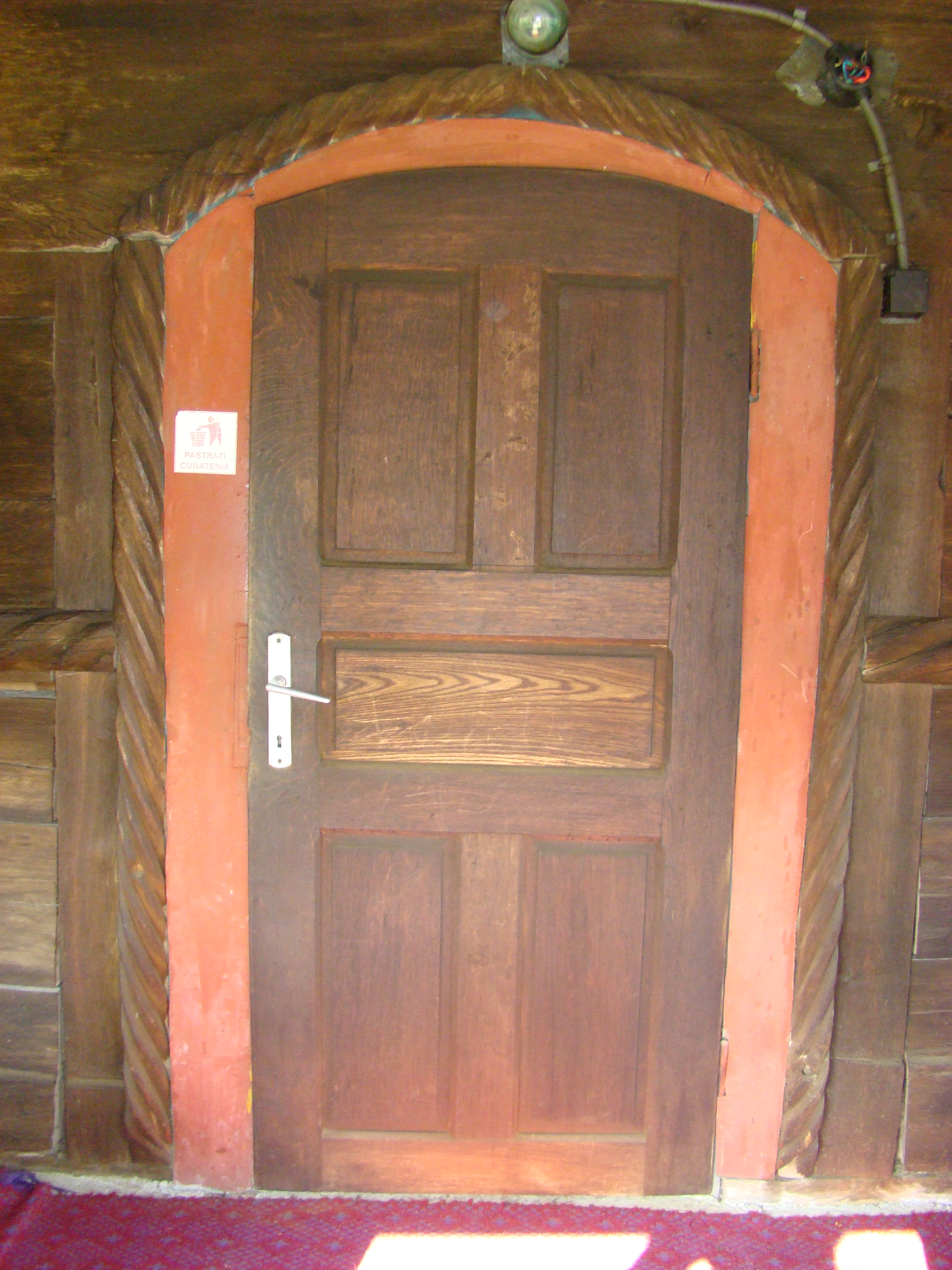
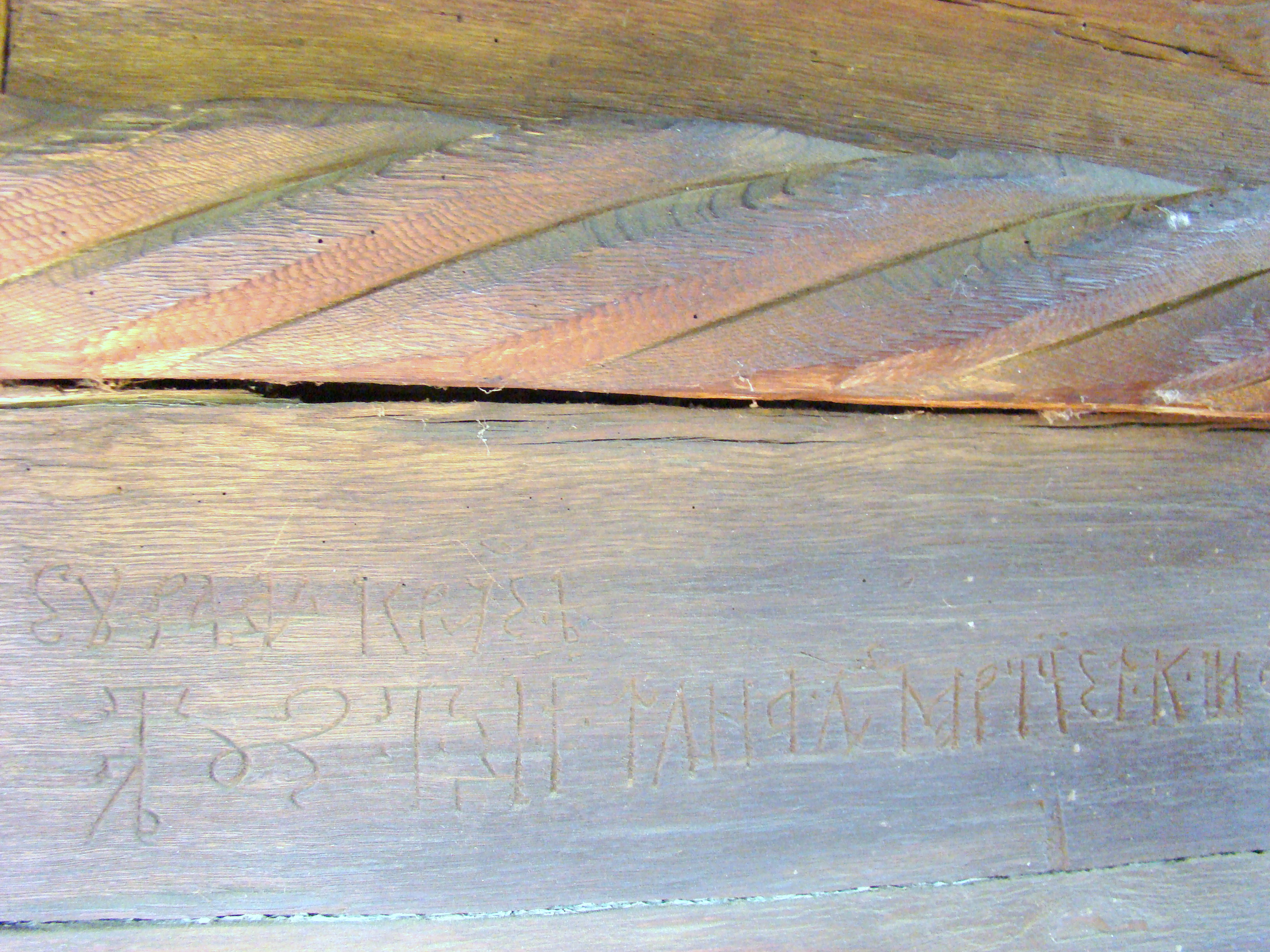
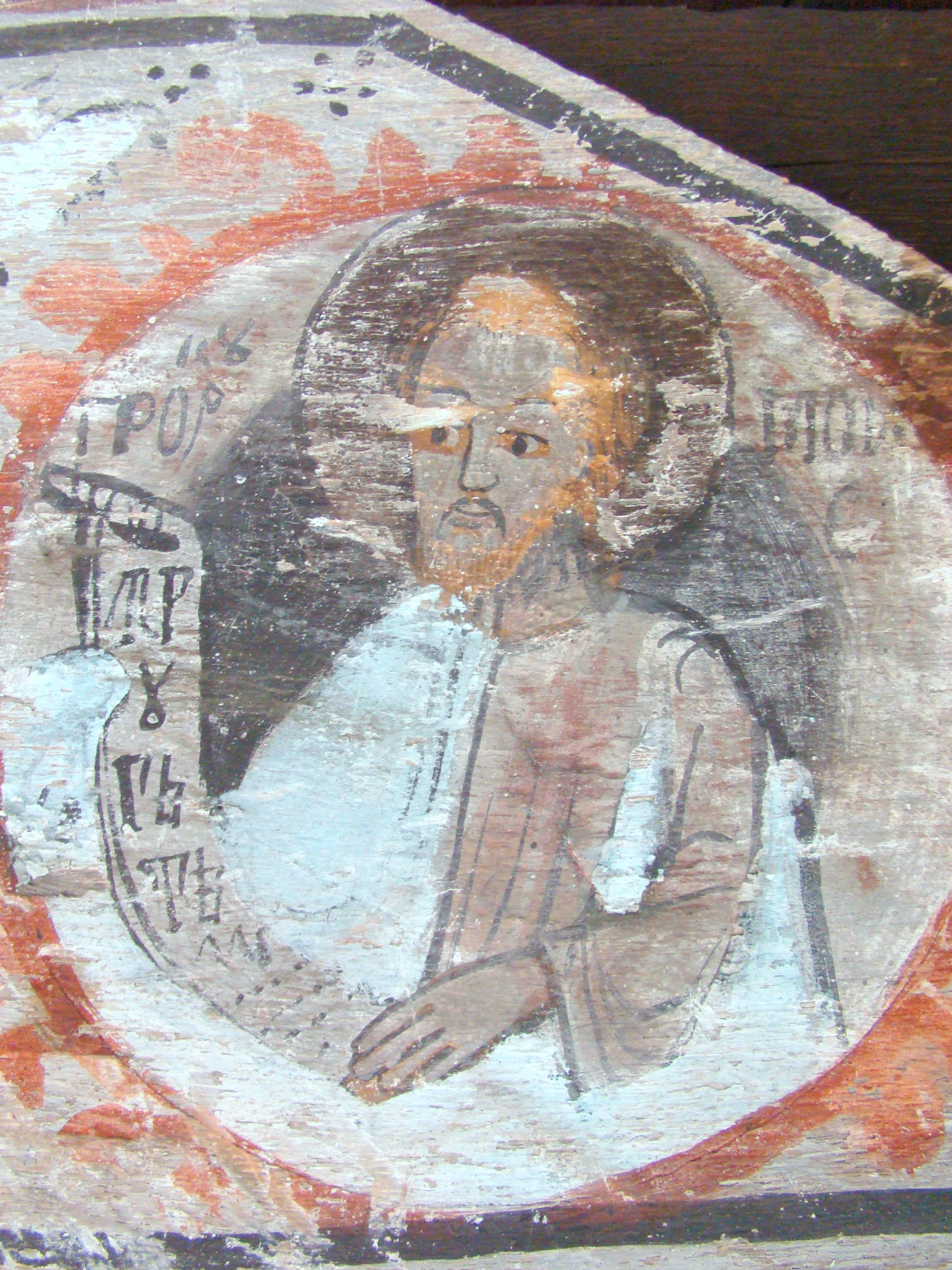
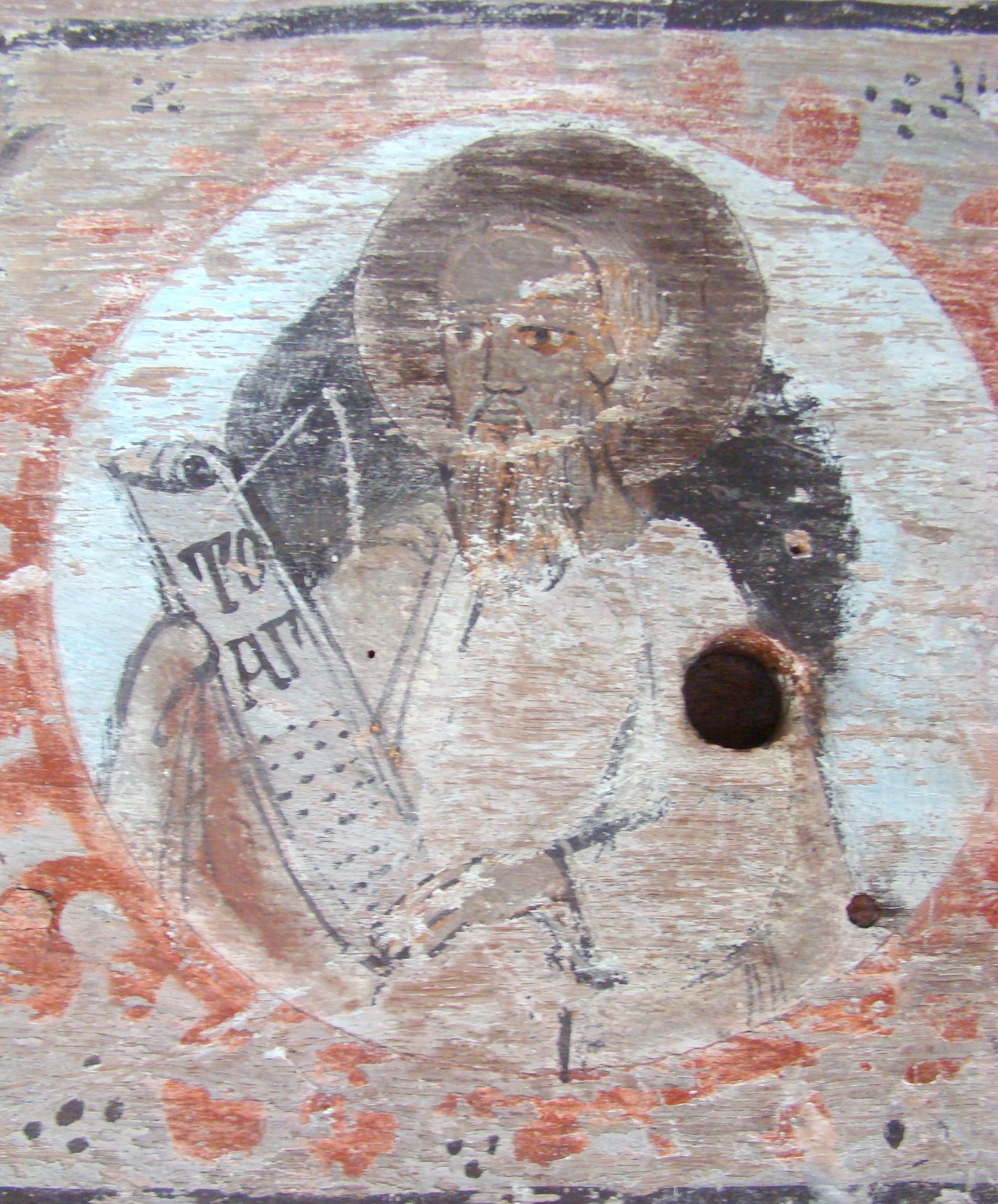
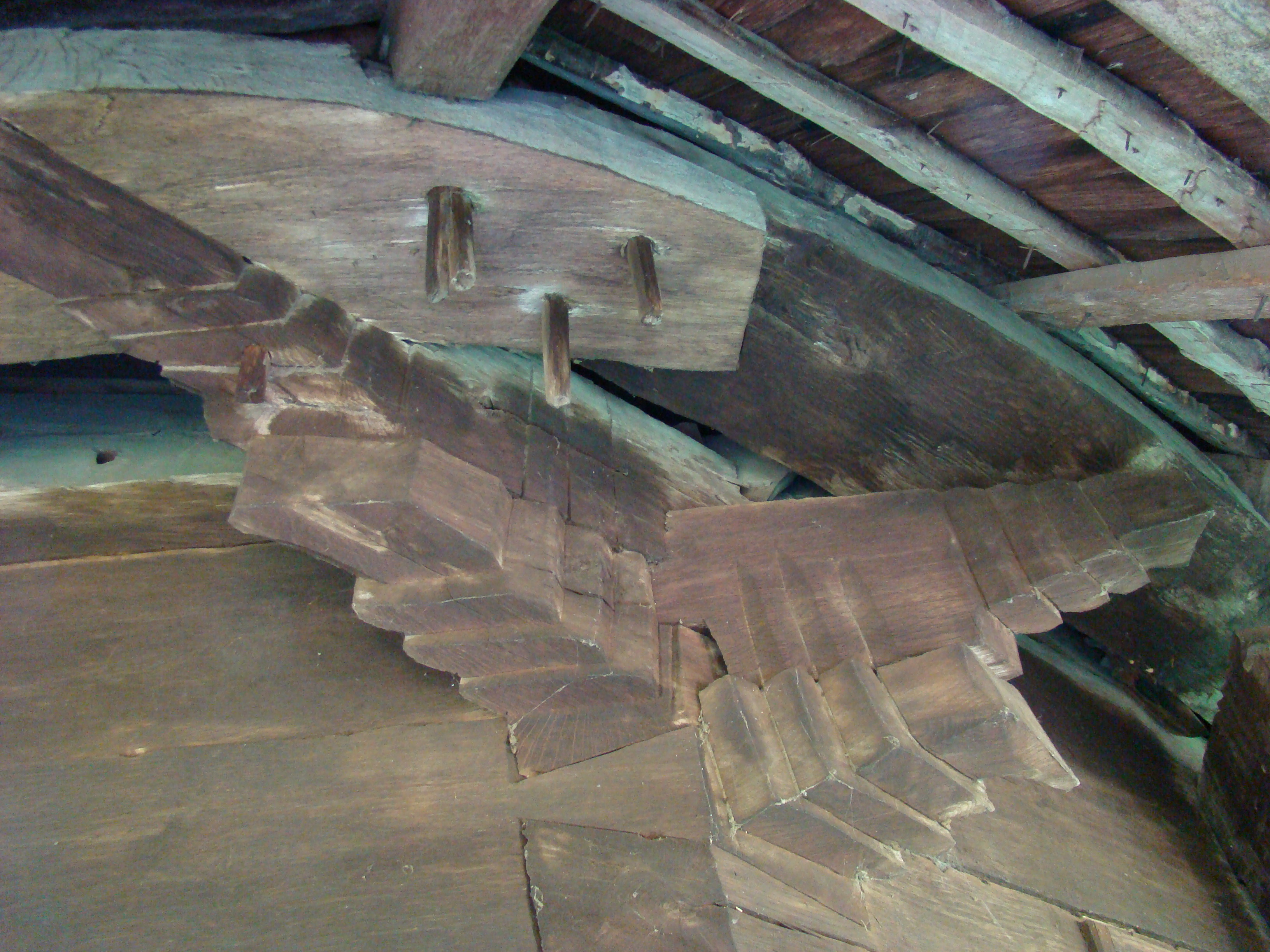
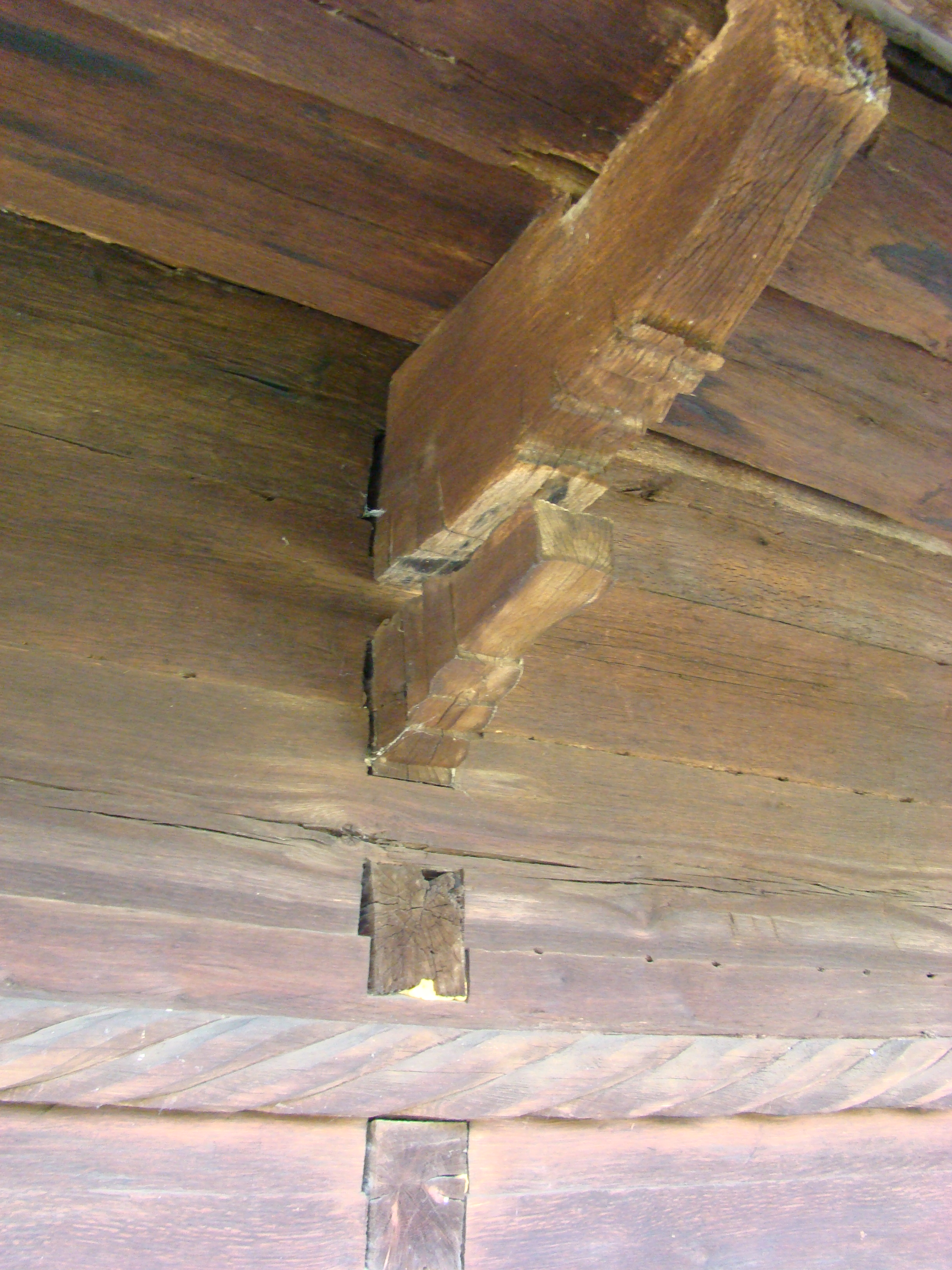
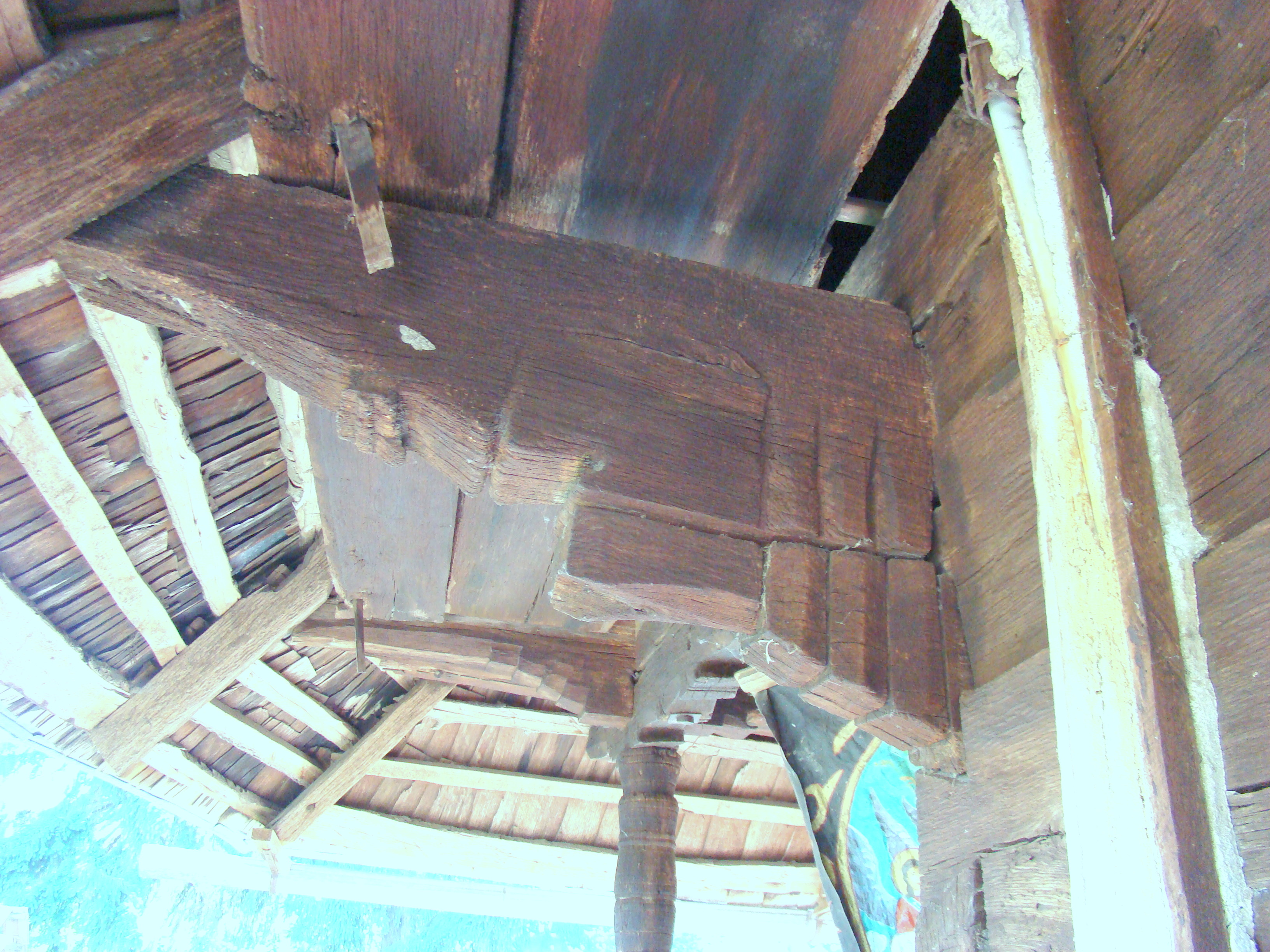
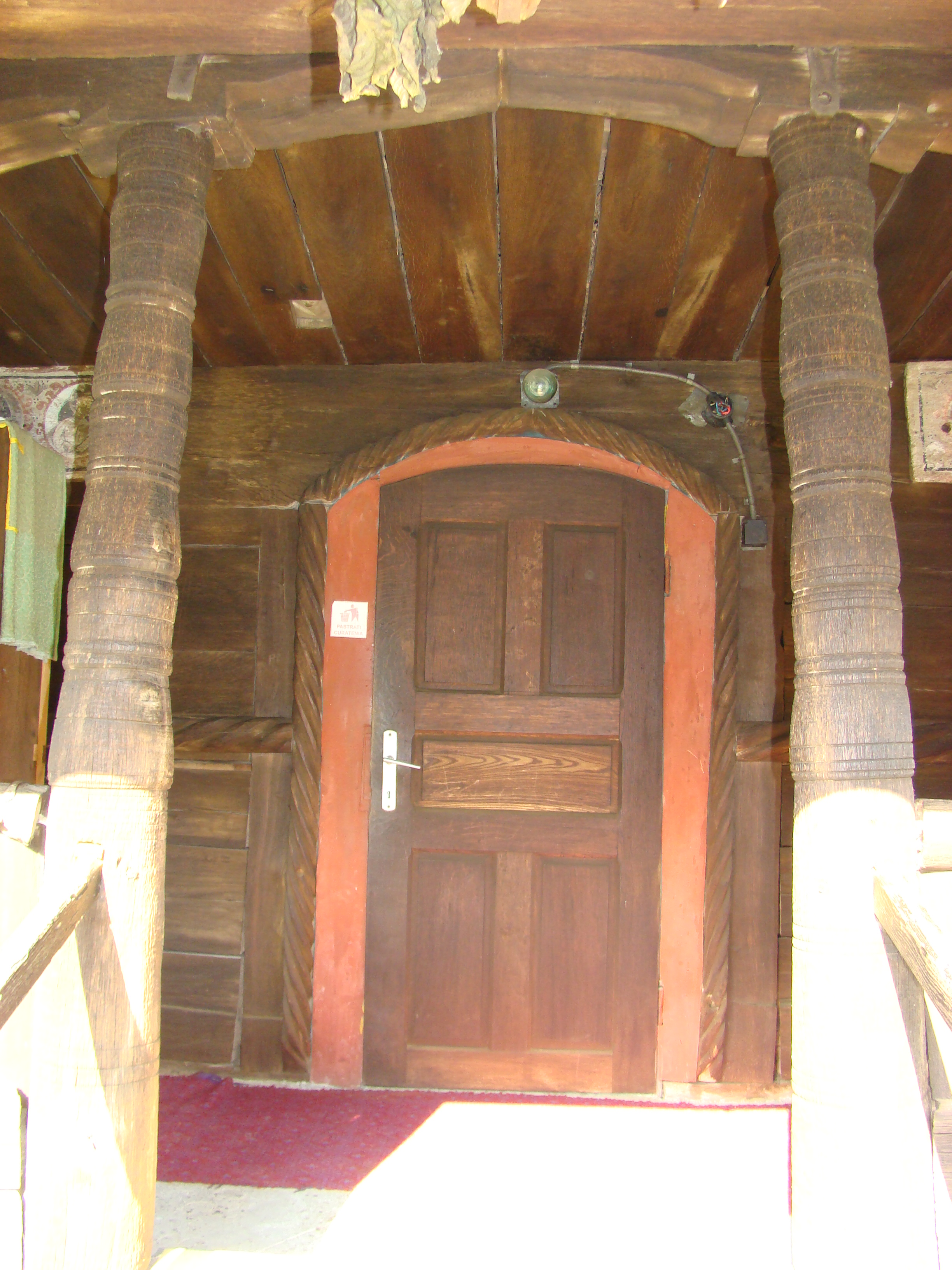